# Poteri forti
Poteri forti è il terzo album solista del beatmaker italiano Mr. Phil, pubblicato nel 2013 da City Sound Production e commercializzato da Audioglobe.

## Descrizione
Come i precedenti lavori, anche questo album si caratterizza dalla presenza di numerosi MCs nelle varie tracce, le quali sono tutte prodotte e riarrangiate dallo stesso Phil.
L'album è stato promosso dai singoli Tutto Ok (feat. Baby K, Il Turco, Er Costa e con la collaborazione sul beat di DJ Double S), Uno vs uno (che vede la collaborazione di gran parte della scena rap romana), oltre all'omonimo Poteri forti che vede la collaborazione degli artisti più rappresentativi del rap romano: Colle der Fomento, Primo dei Cor Veleno e Il Turco de Gente de Borgata.

## Tracce
1. Intro
2. Uno contro uno (feat. Gose, Suarez, Lucci, Prisma, Sace, Fetz Darko, Rak, Er Costa, De-Al Pacino)
3. Barracruda Fam (feat. Barracruda)
4. Quarto tipo (feat. Romanderground, DJ Pitch8)
5. Tutto Ok (feat. Baby K, Il Turco, Er Costa, DJ Double S)
6. Poteri forti (feat. Colle Der Fomento, Primo, Il Turco)
7. Messaggi tra le righe (feat. Maury B, DJ Double S)
8. Scende la notte (feat. Duke Montana, Fuossera)
9. Ho perso tutto (feat. 16 Barre)
10. Mai K.O. (feat. Don Diegoh)
11. Sopranos Pt. 2 (feat. E-Green, Bassi Maestro, DJ Shocca)
12. Un passo dal Paradiso (feat. Amir, DJ Jad)
13. The Ring (feat. Ghemon, Jack the Smoker, Mastino, DJ Tsura)
14. You Must Learn (feat. Tura Toro, Josagun, Tony Sky, DJ Taglierino)
15. Odio & gelosia (feat. Raige, Ensi, Vox P, DJ Taglierino)
16. So che... (feat. Turi)
17. Credici (feat. Loop Loona, DJ Nollie Nox)
18. Schiena contro schiena (feat. Tibber Squadd)
19. Lotta al potere (feat. Giudafellas, Ice One)
20. Lusignolo fiorito (feat. Johnny Roy)
21. Restiamo qui (feat. Kenta, Weddy, Julia Lenti)
22. Zitto & produci (feat. Comma & Shogun)